# Stadio nazionale Julio Martínez Prádanos
Lo stadio nazionale Julio Martínez Prádanos (in spagnolo Estadio Nacional Julio Martínez Prádanos), in passato noto anche come stadio Nazionale o stadio Nazionale del Cile, è un impianto sportivo multifunzione cileno che si trova a Ñuñoa, municipalità della regione metropolitana di Santiago.
Inaugurato nel 1938 con una capienza di circa 70000 spettatori, ha ospitato il campionato mondiale di calcio del 1962 e diverse edizioni della Copa América, oltre che numerose finali della Coppa Libertadores.
Con una capacità di 48665 spettatori è il più capiente stadio del Paese.
Nel 1973 lo stadio divenne sinistramente famoso dopo il colpo di Stato fascista di Augusto Pinochet in quanto fu utilizzato dal regime militare come campo di concentramento e tortura dei dissidenti arrestati dalla polizia segreta del dittatore.
In pieno regime la struttura ospitò anche la finale della Coppa Davis 1976 che vide il Cile soccombere 1-4 contro l'Italia.

## Storia
La sua costruzione iniziò nel febbraio del 1937; l'inaugurazione ebbe luogo il 3 dicembre 1938.
In questo stadio vennero giocati la partita inaugurale, i quarti di finale, una semifinale e la finale del campionato mondiale di calcio del 1962.
Attualmente è lo stadio in cui l'Universidad de Chile gioca le partite casalinghe. Ha il primato di maggior numero di partite di Coppa America ospitate, con 68 incontri.
Nel 2020 ha ospitato l'esordio in casa della locale franchigia di rugby del Selknam, impegnata nel campionato Super Liga Americana di Rugby.

### Campo di concentramento
Durante il golpe di Pinochet del 1973 l'Estadio Nacional de Chile venne usato come campo di concentramento.
Al suo interno transitarono circa 40 000 prigionieri, tra il settembre e il novembre di quell'anno. Il campo da gioco e la galleria furono utilizzati per tenere imprigionati gli uomini, mentre le donne furono relegate nella piscina, negli spogliatoi ed in altri edifici. Altri spogliatoi e i corridoi furono luoghi di tortura e di esecuzioni, mentre gli interrogatori venivano svolti nel velodromo.
Un documentario, Estadio Nacional, parla proprio della trasformazione dello stadio in campo di concentramento.
Nel 1993 la progressive metal band statunitense dei Magellan ha dedicato la canzone Estadium Nacional allo stadio e alle vicende del golpe cileno del 1973. Per commemorare il trentesimo anniversario del golpe, nel settembre 2003, l'impianto fu dichiarato monumento storico nazionale.
Dal 2008 è intitolato allo scomparso giornalista sportivo Julio Martínez Prádanos.

## Concerti
Gli Iron Maiden hanno suonato 3 volte nella Pista Atletica e 4 volte nello stadio. Tutti i concerti erano sold out. La band detiene infatti il record per il maggior numero di spettatori nel paese.

## Incontri internazionali disputati all'Estadio Nacional

### Mondiali 1962
| 30 maggio 1962 | Cile | 3 – 1 | Svizzera |  |

| 31 maggio 1962 | Germania Ovest | 0 – 0 | Italia |  |

| 2 giugno 1962 | Cile | 2 – 0 | Italia |  |

| 3 giugno 1962 | Germania Ovest | 2 – 1 | Svizzera |  |

| 6 giugno 1962 | Germania Ovest | 2 – 0 | Cile |  |

| 7 giugno 1962 | Italia | 3 – 0 | Svizzera |  |